# Emma D'Arcy
Emma Zia D'Arcy (Londen, 27 juni 1992) is een Brits acteur.

## Carrière
D'Arcy studeerde aan het Ruskin School of Art dat onderdeel is van de Universiteit van Oxford. D'Arcy speelde mee in verschillende toneelstukken The Pillowman in het Oxford Playhouse, Romeo and Juliet in het Southwark Playhouse, The Games We Played in Theatre503, Callisto: A Queer Epic in het Arcola Theatre, Against in het Almeida Theatre, A Girl in School Uniform (Walks into a Bar) in het West Yorkshire Playhouse, Mrs. Dalloway in het Arcola Theatre en The Crucible in The Yard Theatre.
D'Arcy speelde op het grote scherm mee in Misbehaviour en Mothering Sunday en speelde kleinere rollen in Wanderlust en Truth Seekers. In 2022 kreeg D'Arcy een hoofdrol in House of the Dragon en speelde Rhaenyra Targaryen.
D'Arcy identificeert zich als non-binair en wordt aangeduid met genderneutrale voornaamwoorden.

## Filmografie
D'Arcy speelde in:
- Biblioteca Nacional de España: XX6441918
- Gemeinsame Normdatei: 1277819890
- Library of Congress Control Number: no2023011063
- Système universitaire de documentation: 267204019
- Virtual International Authority File: 4875167391545083590001